# 皮涅加河
皮涅加河是俄羅斯河流，位於阿爾漢格爾斯克州，屬於北德維納河的右支流，河流全長779公里，流域面積42,600平方公里。
皮涅加河從河口起的長580公里的河道可讓船隻航行，而河道在每年10月中至4月中被冰封。
62°10′30″N 46°16′00″E / 62.17500°N 46.26667°E